# Sui iuris
Dans la société romaine, sui iuris (aussi orthographié sui juris) signifie les personnes autonomes, et ceux qui peuvent prétendre au pater familias[Quoi ?]. Cette locution latine est également utilisée en anglais pour signifier « de son propre droit ».
Le terme « Église sui iuris » ou « mission sui juris » est utilisé dans le Code des canons des Églises orientales (CCEO) pour désigner les Églises autonomes dans la communion catholique.